# Adolphe Mengotti
Adolphe Mengotti   (Valladolid, 12 de novembre de 1901 - 1984) fou un futbolista suís, que jugava com a centrecampista, que va competir durant les dècades de 1910 i 1920. Era fill del cònsol suís a Madrid.
El 1924 va prendre part en els Jocs Olímpics de París, on guanyà la medalla de plata en la competició de futbol. Pel que fa a clubs, defensà els colors del Reial Madrid (1919-1925). Amb la selecció nacional jugà 1 partit, el 1924, en què no marcà cap gol.